# Curanilahue
Curanilahue is een gemeente in de Chileense provincie Arauco in de regio Biobío. Curanilahue telde 32.288 inwoners in 2017 en heeft een oppervlakte van 994 km².
- Library of Congress Control Number: n91059483
- Nationale Bibliotheek van Israël: 987007565095705171
- Virtual International Authority File: 143203421
- WorldCat: E39PBJjxt7G7BBcyBqWwwqChHC